# Lom (Sanaga)
Lom er en flod i Cameroun.

## Flodens løb
Floden er den østlige af de to kildefloder til  Sanaga. Den har sit udspring på den sydlige kant af Karrébjergene, i Adamawaregionen, i det umiddelbare grænseområde til Den Centralafrikanske Republik. Den løber hovedsageligt i sydvestlig retning og danner på en 5 km lang strækning  grænse mellem Cameroun og den vestligste ende af Den Centralafrikanske Republik.

## Lom Pangar-reservoiret
Lom Pangar-reservoiret ligger 120 km nord for byen Bertoua  4 km nedstrøms for sammenløbet af Pangar og Lom og 13 km ovenfor sammenløbet af floderne Lom og Djérem, som danner Sanaga. Udover energiproduktion spiller den en rolle i reguleringen af strømmen i Sanaga. 